# کویپاکاکا (مارکاپاتا)
کویپاکاکا (به اسپانیایی: Collpacaca) یک کوه در پرو است. کویپاکاکا ۵٬۰۰۰ متر بالاتر از سطح دریا واقع شده‌است.